# Glenn Solberg

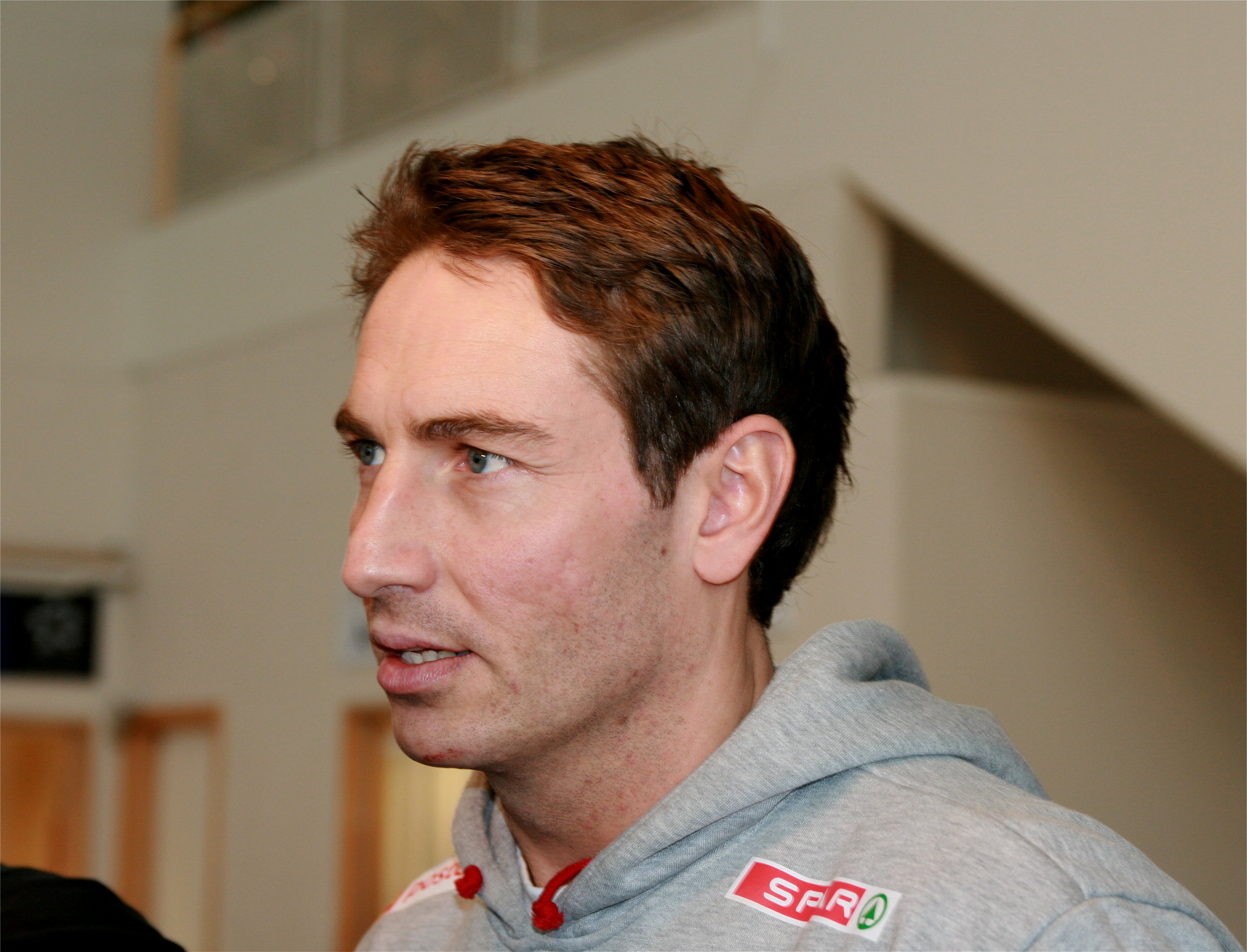
Glenn Solberg, 2007.

Glenn Solberg, född 18 februari 1972 i Drammen, är en norsk handbollstränare och tidigare spelare (mittnia). Han spelade 122 landskamper och gjorde 250 mål för Norges landslag från 1994 till 2008. 2019 utsågs han av dagstidningen Verdens Gang till Norges fjärde bästa herrspelare genom tiderna.

## Spelarkarriär
Solberg växte upp i Lier utanför Drammen. Uppväxten har Solberg beskrivit som tuff. Innan han hade fyllt elva år rökte han frekvent, hade testat sniffa lim, och stal bensin från bilar för att sniffa. Han stal också en bil med en äldre pojke. Efter att familjen flyttat till ett annat område träffade han barn som höll på med idrott och han började spela handboll i Reistadt IL.
1992 slogs hans moderklubb ihop med Drammen HK och Solberg fortsatte att spela i Drammen HK. 1993 ankom svensken Kent-Harry Andersson som ny tränare. Andersson satsade på flera unga talanger från närområdet, däribland Solberg. Laget blev norska mästare för första gången 1996 och samma år dessutom vann Citycupen (sedermera Challenge Cup).
1997 blev Kent-Harry Andersson istället tränare för tyska HSG Nordhorn. Han tog då med sig bland andra Glenn Solberg och vänsternian Frode Hagen. Solberg spelade i Nordhorn till 2002, då han gick till FC Barcelona. Samma resa gjorde också Frode Hagen. Det blev två säsonger i Barcelona för både Solberg och Hagen, där den första slutade med att laget vann EHF-cupen och blev spanska mästare. 2004 gick både Solberg och Hagen till den tyska ligan. Solberg skrev på för Kent-Harry Anderssons nya klubb (sedan 2003), regerande tyska mästarna SG Flensburg-Handewitt, medan Hagen skrev på för ärkerivalen THW Kiel. I Flensburg blev det också två säsonger för Solberg, med det tyska cupguldet 2005 som främsta merit. 2006 bar det av hem till Drammen HK igen. Solberg spelade två hela säsonger där tills han lade av i maj 2008. I november 2009 gjorde han ett inhopp för ett skadedrabbat Drammen HK, vilket blev hans sista i spelarkarriären.

## Tränarkarriär
Efter EM i januari 2020 efterträdde Solberg Kristján Andrésson som förbundskapten för Sveriges herrlandslag. Men på grund av coronaviruspandemin dröjde det till november innan Solberg kunde leda laget i en landskamp för första gången.
Vid det första mästerskapet under Solbergs ledning två och en halv månad senare, VM 2021 i Egypten, tog Sverige ändå sensationellt VM-silver. Framgången överraskade många eftersom lagets uppladdning inför mästerskapet var problemfylld, samtidigt som flera rutinerade spelare lämnade återbud, till följd av den rådande coronaviruspandemin.
2022 ledde han det svenska herrlandslaget till sitt första guld på 20 år, i EM 2022.
Sedan 2023 är han även assisterande tränare i norska Fjellhammer IL.